# Hans Günter Eisenecker
Hans Günter Eisenecker (* 16. August 1950 in Enger; † 7. November 2003 in Schwerin) war ein rechtsextremer deutscher Rechtsanwalt und Politiker.

## Leben
Hans Günter Eisenecker trat 1969 der NPD bei und wurde zunächst Kreisgeschäftsführer und -schatzmeister im Kreisverband Vechta. Er studierte Jura und Politologie. Nach Beginn seines Studiums übernahm er den Landesvorsitz im Nationaldemokratischen Hochschul-Bund (NHB) von Schleswig-Holstein. Nach zwei Jahren in der Hamburger NPD schied Eisenecker wieder aus. Erst 1997 trat er der Partei wieder bei.
Eisenecker zog nach der Deutschen Wiedervereinigung nach Mecklenburg-Vorpommern und eröffnete dort eine Anwaltskanzlei. Er machte sich in der rechten Szene rasch einen Namen als Anwalt, so als Anwalt der Wiking-Jugend bis zu deren Verbot 1994. Als Verteidiger war er 1999 für die 1997 verbotene Kameradschaft Oberhavel und für Thorsten Crämer tätig. Wie 2011 bekannt wurde, soll Eisenecker außerdem als Anwalt für die spätere mutmaßliche NSU-Terroristin Beate Zschäpe tätig gewesen sein. Laut einem Bericht des Focus hatte er im März 1999 einmalig Akteneinsicht beantragt. Im  Abschlussbericht zur Aktenprüfung im LfV Hessen im Jahre 2012 wird Eisenecker mehrfach erwähnt.
1998 übernahm Eisenecker die Stellung des stellvertretenden Parteivorsitzenden auf ausdrücklichen Wunsch von Udo Voigt. 1999 wurde er zudem Landesvorsitzender der NPD in Mecklenburg-Vorpommern. Für die NPD war er im NPD-Verbotsverfahren neben Horst Mahler als Rechtsanwalt tätig.
Er war außerdem Leiter der Rechtsabteilung der NPD. Im November 2001 trat er von diesem Posten zurück, nachdem er Udo Voigts Vorgehen in Schleswig-Holstein öffentlich kritisiert hatte. Voigt hatte dort einige Kreisverbände aufgelöst, um des zunehmenden Einflusses der innerparteilichen „Revolutionären Plattform – Aufbruch 2000“ (RPF) Herr zu werden. In dieser RPF versammelten sich Personen aus dem Bereich der Freien Nationalisten, wie Christian Worch und Thomas Wulff. Führungspositionen hatten Steffen Hupka und Peter Borchert inne. Zwar hatte sich Eisenecker von der RPF öffentlich distanziert, aber 2000 gegen einen Unvereinbarkeitsbeschluss gestimmt.
2002 kandidierte Eisenecker nicht mehr für den stellvertretenden Parteivorsitz in Mecklenburg-Vorpommern. Sein Nachfolger wurde Ulrich Eigenfeld. Eisenecker kritisierte während der Wahl auf einem Parteitag in Königslutter die Führung der NPD und insbesondere Voigts Führungsposition.
Am 7. November 2003 verstarb Eisenecker an einer Krebserkrankung.

## Veröffentlichungen
- Versorgungsausgleich und Privatversicherungsrecht, Verlag Versicherungswirtschaft, Karlsruhe 1983.